# Clymenura tenuis
Clymenura tenuis är en ringmaskart som först beskrevs av Francis Day 1957.  Clymenura tenuis ingår i släktet Clymenura och familjen Maldanidae. Inga underarter finns listade i Catalogue of Life.